# Scutosaurus
Scutosaurus („obrněný ještěr“) byl pravěký anapsid z podřádu Pareiasauridae a z podtřídy Anapsida, žijící v období pozdního permu, zhruba před 260 až 252 milióny let na území dnešního Ruska.

## Popis
Délka tohoto mohutného plaza činila 3 až 6 metrů a hmotnost zhruba 1,1 tuny. Jednalo se tedy o velkého živočicha. Význam jeho jména je odvozen podle hrbolů, pokrývajících nepravidelně jeho tělo. Byl to poklidný býložravec, pro nějž představovali největší hrozbu gorgonopsidi Gorgonops a Inostrancevia.
Scutosaurus byl vyobrazen také v několika televizních pořadech, například ve vzdělávacích dokumentech Putování s pravěkými monstry: Život před dinosaury a Pravěk útočí.

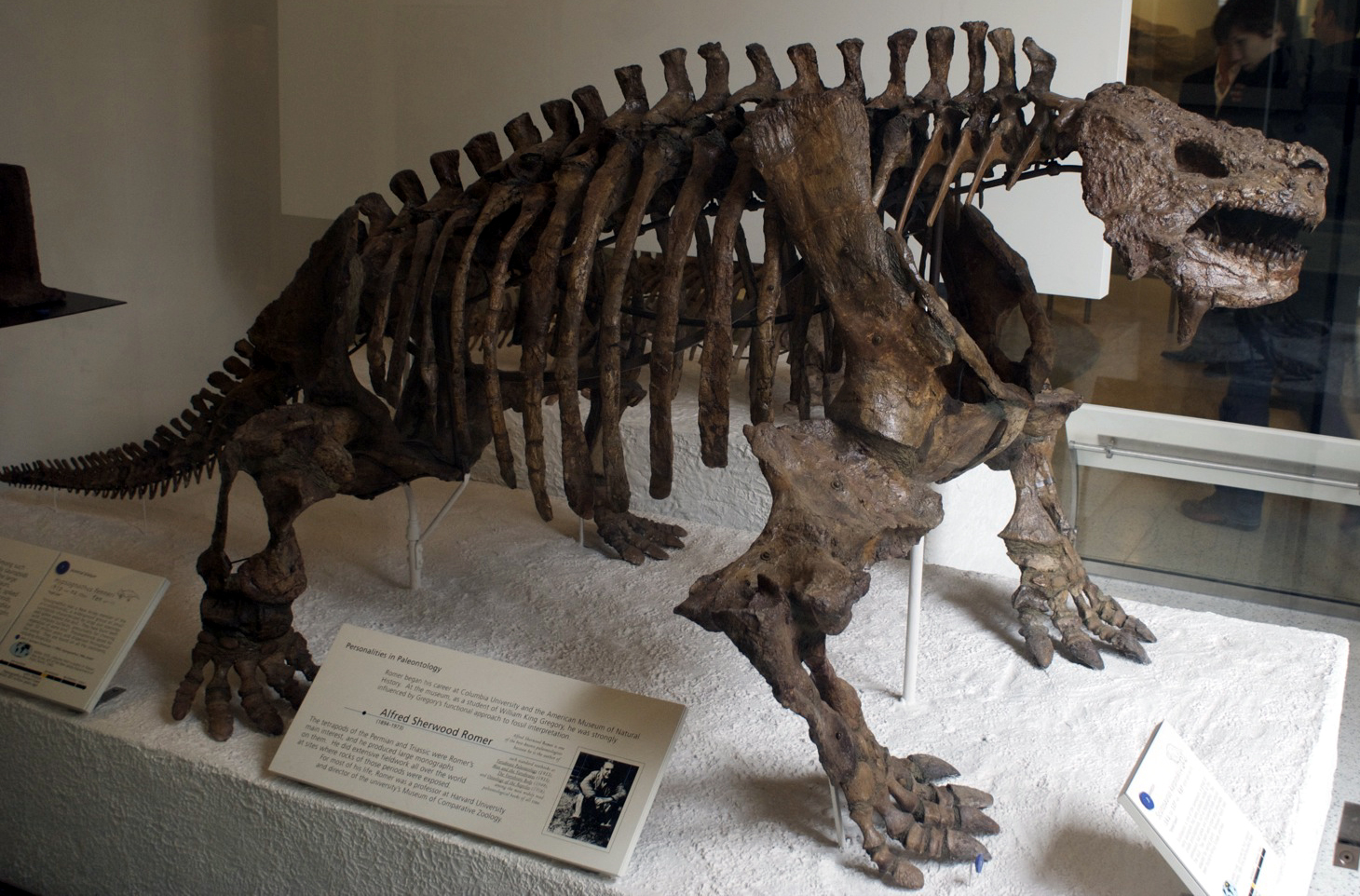
Kostra Scutosaura